# 道場破り (映画)
『道場破り』（どうじょうやぶり）は、1964年に松竹が製作、公開した映画。モノクロ・シネマスコープ・91分。長門勇の映画初主演作である。

## あらすじ
古谷（こたに）藩士三沢伊兵衛（みさわいへい）は、藩主の側室になるよう無理強いされていた家老の息女妙（たえ）を連れて逐電した。追っ手に狙われながらも関所を越えられず宿場に潜む伊兵衛は、神道無双流極意皆伝の腕前を利用して、悪い心得と知りながらも已む無く道場破りを行い、関所越えにつかう賄賂のためにまとまった金子（きんす）をつくろうとしていたが、ある日道場破りに向かうと、大庭軍十郎（おおばぐんじゅうろう）に先を越されていた。奇妙な縁があるこの二人は後日賭け試合でも顔を合わせ、対決。伊兵衛と互角の軍十郎は、いつしか伊兵衛の追っ手に雇われ伊兵衛の宿屋に現れるようになる。

## スタッフ
- 製作：岸本吟一、清水俊男
- 原作：山本周五郎「雨あがる」
- 監督：内川清一郎
- 脚本：小国英雄
- 撮影：太田喜晴
- 美術：大角純一
- 音楽：佐藤勝
- 照明：佐野武治
- 編集：太田和夫

## キャスト
- 三沢伊兵衛：長門勇
- 大庭軍十郎：丹波哲郎
- 妙：岩下志麻
- 小室千草：倍賞千恵子
- 小室帯刀：宮口精二
- 戸田弾正：上田吉二郎
- 岩瀬隼人：富田仲次郎
- 滝口源太左衛門：今橋恒
- 高島玄蕃：青木義朗
- 易者：浜村純
- 宿屋主人：殿山泰司
- 老女しげ：高橋とよ
- いかけ屋五兵衛：左卜全

## 同時上映
『馬鹿まるだし』
- 原作：藤原審爾 / 脚本：加藤泰、山田洋次 / 監督：山田洋次 / 主演：ハナ肇
- ハナ肇主演『馬鹿シリーズ』の第1弾。

## 映像ソフト
- 2012年12月21日より、松竹の「あの頃映画」シリーズの一環としてDVDが発売されている。